# Pierre Deladonchamps
Pierre Deladonchamps es un actor francés nacido el 1 de junio de 1978.

## Filmografía

### Cine
- 2008 : Skate or die de Miguel Courtois : Un policier en rollers
- 2013 : L'Inconnu du lac de Alain Guiraudie : Franck
- 2014 : All-Round Appraiser Q : The Eyes of Mona Lisa de Shinsuke Sato :
- 2015 : Une enfance de Philippe Claudel : Duke
- 2016 : House of Time de Jonathan Helpert : Louis Legarec
- 2016 : Éternité de Trần Anh Hùng : Charles
- 2016 : Le Fils de Jean de Philippe Lioret : Mathieu
- 2017 : Nos années folles d'André Téchiné : Paul Grappe
- 2017 : Nos patriotes de Gabriel Le Bomin

### Televisión

#### Películas para televisión
- 2009 : Louise Michel  de Sólveig Anspach : Henri Bauer
- 2011 : L'Amour en jeu de Jean-Marc Seban : Stan

#### Series
- 2021 : Instituto Voltaire (Mixte en Francia) (serie Prime Video) de Marie Roussin : Paul Bellanger

## Premios y nominaciones
| Año  | Categoría                 | Película         | Resultado |
| ---- | ------------------------- | ---------------- | --------- |
| 2014 | Mejor esperanza masculina | L'Inconnu du lac | Ganador   |
| 2017 | Mejor actor               | Le Fils de Jean  | Nominado  |